# Un complicato intrigo di donne, vicoli e delitti
Un complicato intrigo di donne, vicoli e delitti è un film del 1986 diretto da Lina Wertmüller.

## Trama
Un'ex prostituta, che gestisce un'equivoca pensioncina in un basso di Napoli, rimane ferita in un agguato nel quale muore un malavitoso. La donna non ha visto nulla, ma quando anche il figlio, un ragazzino di appena dieci anni, viene coinvolto nel giro dei piccoli spacciatori e consumatori di droga, la donna decide di scoprire la verità: i mandanti della lunga catena di delitti non sono boss della camorra, ma un gruppo di madri-coraggio, decise a salvare i propri figli dalla droga.

## Produzione
Il fu prodotto dall'Italian International Film in co-produzione con la Cannon Tuschinski Film Distribution.
Le coreografie del film furono curate da Daniel Ezralow.

## Curiosità
Inizialmente il film era stato intitolato Pizza e core e la protagonista doveva essere Lina Sastri, attrice molto attiva nel cinema di quel periodo, che però rinunciò.
La colonna sonora include il brano dal titolo Fantanasia, scritto da Vito Mercurio e Corrado Sfogli e inciso nel cd "Storie di Fantanasia" della Nuova Compagnia di Canto Popolare.

## Riconoscimenti
- 1986 - David di Donatello
  - Migliore attrice protagonista a Ángela Molina
  - Migliore fotografia a Giuseppe Lanci
  - Migliore scenografia a Enrico Job
  - Nomination Migliore attrice non protagonista a Isa Danieli
  - Nomination Migliori costumi a Gino Persico
  - Nomination Miglior montaggio a Luigi Zita
- 1986 - Nastro d'argento
  - Migliore attrice straniera a Ángela Molina
  - Migliore attore esordiente a Elvio Porta
  - Migliore attrice non protagonista a Isa Danieli
  - Migliore colonna sonora a Tony Esposito
  - Nomination Regista del miglior film a Lina Wertmüller
  - Nomination Migliore sceneggiatura a Lina Wertmüller e Elvio Porta
  - Nomination Migliore fotografia a Giuseppe Lanci
  - Nomination Migliore scenografia a Enrico Job
- 1986 - Festival di Berlino
  - Nomination Orso d'oro a Lina Wertmüller